# Placówka Straży Celnej „Kamienica”

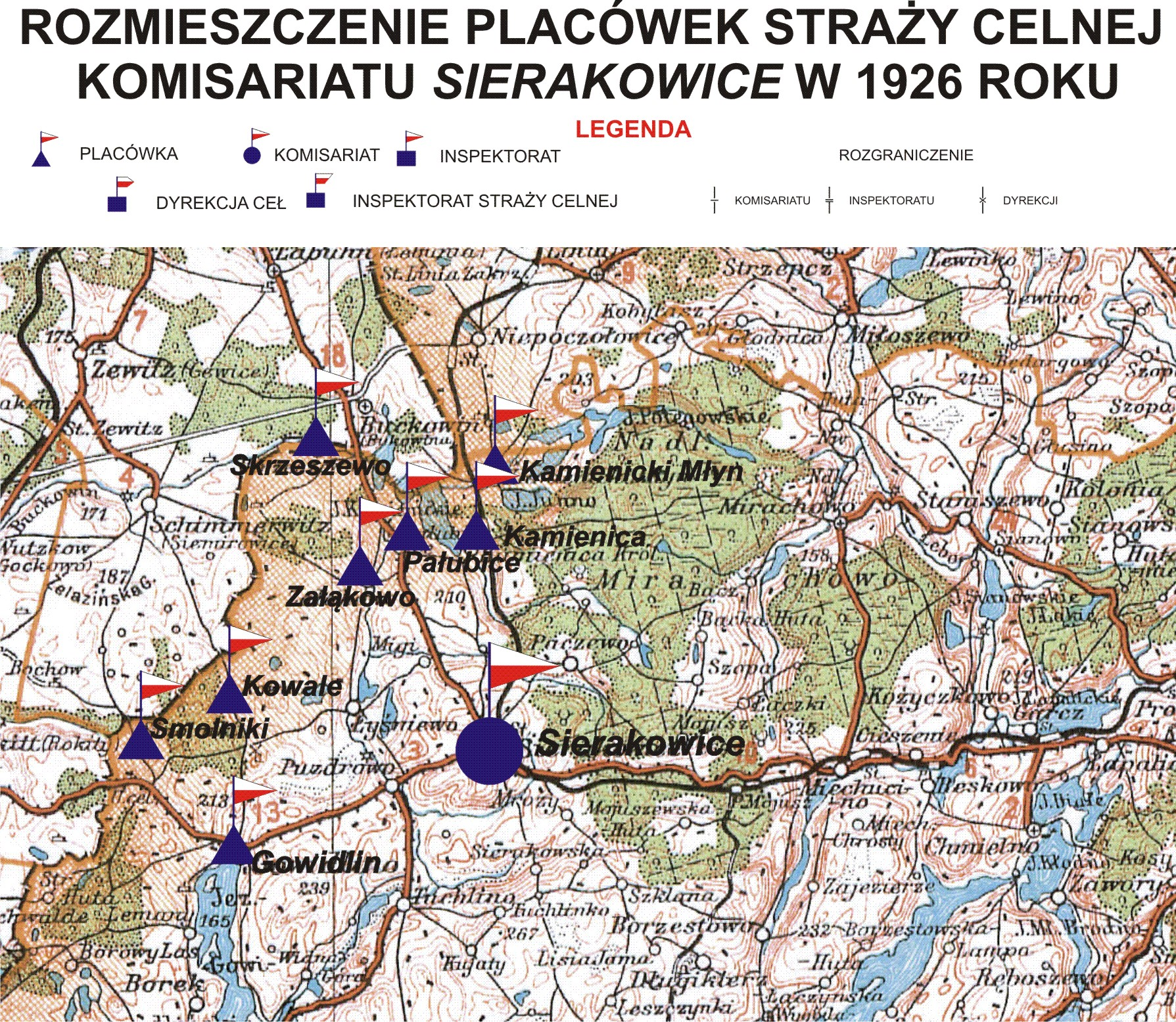
Rozmieszczenie Placówek Straży Celnej Komisariatu Sierakowice

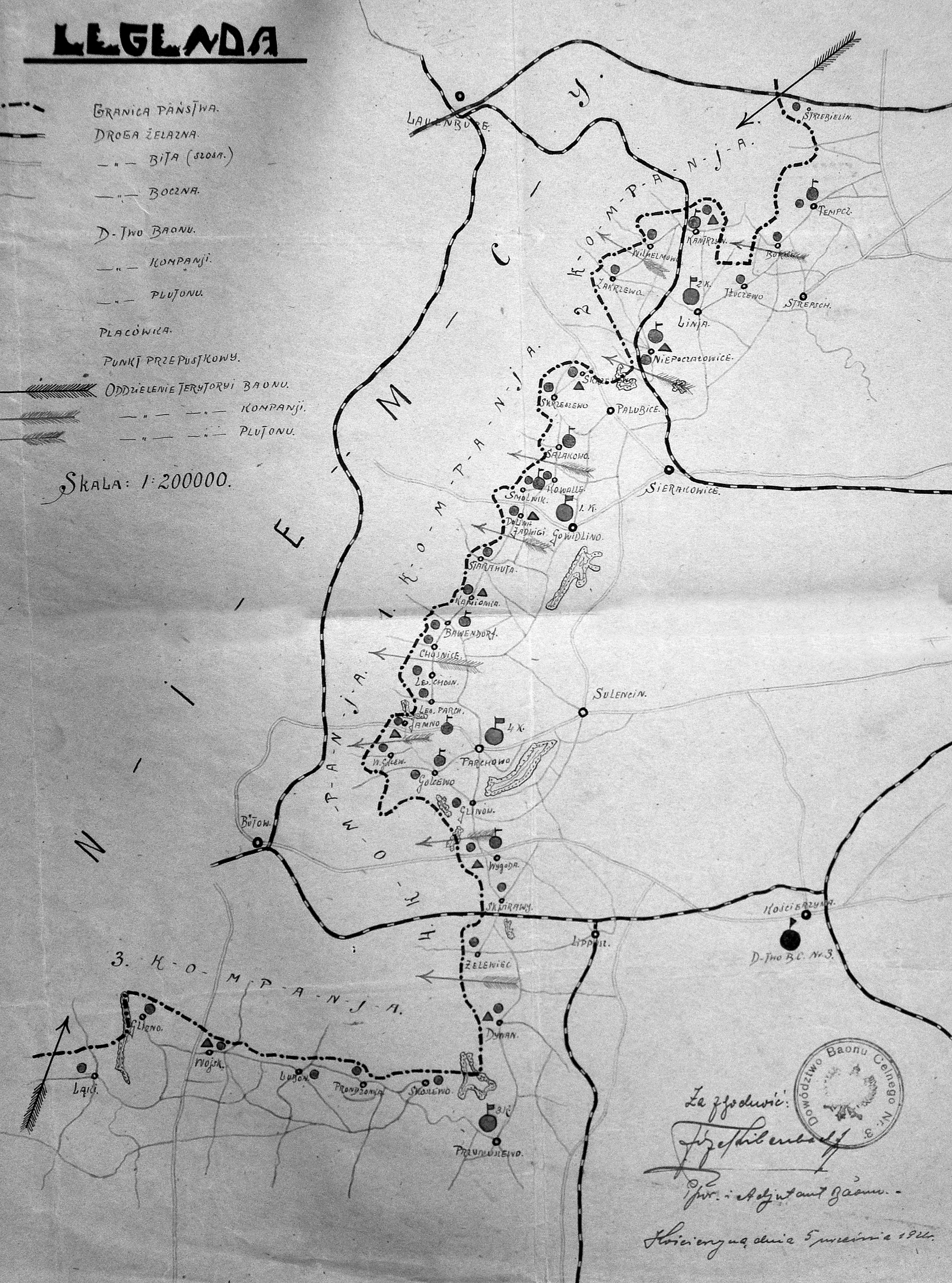
Rozmieszczenie 3 batalionu celnego

Placówka Straży Celnej „Kamienica” – jednostka organizacyjna Straży Celnej pełniąca w okresie międzywojennym służbę ochronną na granicy polsko-niemieckiej.

## Formowanie i zmiany organizacyjne
Na wniosek Ministerstwa Skarbu, uchwałą z 10 marca 1920 roku, powołano do życia Straż Celną. Jednostki Straży Celnej rozpoczęły przejmowanie odcinków granicy od pododdziałów Batalionów Celnych. W 1921 roku w Gowidlinie stacjonował sztab 1 kompanii 3 batalionu celnego. 1 kompania celna wystawiła między innymi placówkę w Kamienicy. W 1922 roku w Gowidlinie stacjonował sztab 2 kompanii 17 batalionu celnego. 2 kompania celna wystawiła między innymi placówkę w Kamienicy. Proces tworzenia Straży Celnej trwał do końca 1922 roku. Placówka Straży Celnej „Kamienica” weszła w podporządkowanie komisariatu Straży Celnej „Sierakowice” z Inspektoratu SC „Kościerzyna”.
W drugiej połowie 1927 roku przystąpiono do gruntownej reorganizacji Straży Celnej. W praktyce skutkowało to rozwiązaniem tej formacji granicznej. Ochronę północnej, zachodniej i południowej granicy państwa przejęła powołana z dniem 2 kwietnia 1928 roku Straż Graniczna.
Rozkazem nr 2 z 19 kwietnia 1928 roku w sprawie organizacji Pomorskiego Inspektoratu Okręgowego dowódca Straży Granicznej gen. bryg. Stefan Pasławski powołał komisariat Straży Granicznej „Sierakowice”, a rozkazem nr 12 z 10 stycznia 1930 roku  w sprawie reorganizacji Pomorskiego Inspektoratu Okręgowego dowódca Straży Granicznej płk Jan Jur-Gorzechowski ustanowił placówkę Straży Granicznej I linii „Kamienica”.

## Służba graniczna
Sąsiednie placówki
- placówka Straży Celnej „Kamienicki Młyn” ⇔ placówka Straży Celnej „Pałubice” – 1926[11]

## Funkcjonariusze placówki
Kierownicy placówki
| stopień          | imię i nazwisko, numer | okres pełnienia służby | kolejne stanowisko |
| ---------------- | ---------------------- | ---------------------- | ------------------ |
| starszy strażnik | Jan Pacholczyk (2042)  | był w 1926             |                    |

Obsada personalna placówki w 1926:
- starszy strażnik Jan Pacholczyk (2042)
- strażnik Ludwik Lemański (331)
- strażnik Antoni Hybiak (1784)
- strażnik Leonard Kudalski (1855)